# 蒂姆·浦爾
蒂姆·浦爾（英語：Tim Pool，本名Timothy Daniel Pool）是一名美國YouTuber、新聞記者和政治評論員。他最出名是在2011年現場轉播佔領華爾街示威遊行。

## 早年
浦爾與三個兄弟姐妹在芝加哥南區的中下階層家庭中長大。

## 外部連結
- 官方网站
- YouTube上的Tim Pool頻道